# 沈丘第三高级中学
沈丘县第三高级中学，简称“沈丘三高”，是河南省沈丘县的一所高级中学，学校目前地址位于沈丘县文化路88号。学校始建于1976年，属于公办高中。